# Formica thoracica
Formica thoracica é uma espécie de formiga do gênero Formica, pertencente à subfamília Formicinae.